# Patara trigona
Patara trigona är en insektsart som beskrevs av Ronald Gordon Fennah 1945. Patara trigona ingår i släktet Patara och familjen Derbidae. Inga underarter finns listade i Catalogue of Life.